# Partido Social Revolucionario (España)
El Partido Social Revolucionario fue un partido político español fundado en Madrid en junio del 1931, a raíz de una escisión del Partido Republicano Radical Socialista que lideró José Antonio Balbontín. Hasta 1932 se llamó Partido Radical Socialista Revolucionario.
Aunque en las Elecciones al Parlamento de Cataluña de 1932 se presentó una candidatura junto a Aliança d'Extremes Esquerres, Balbontín se desentendió y no consta que tuviera ninguna organización en Cataluña. En febrero de 1933 se incorporó al Partido Comunista de España (PCE).